# Sentinel (vrachtwagenmerk)

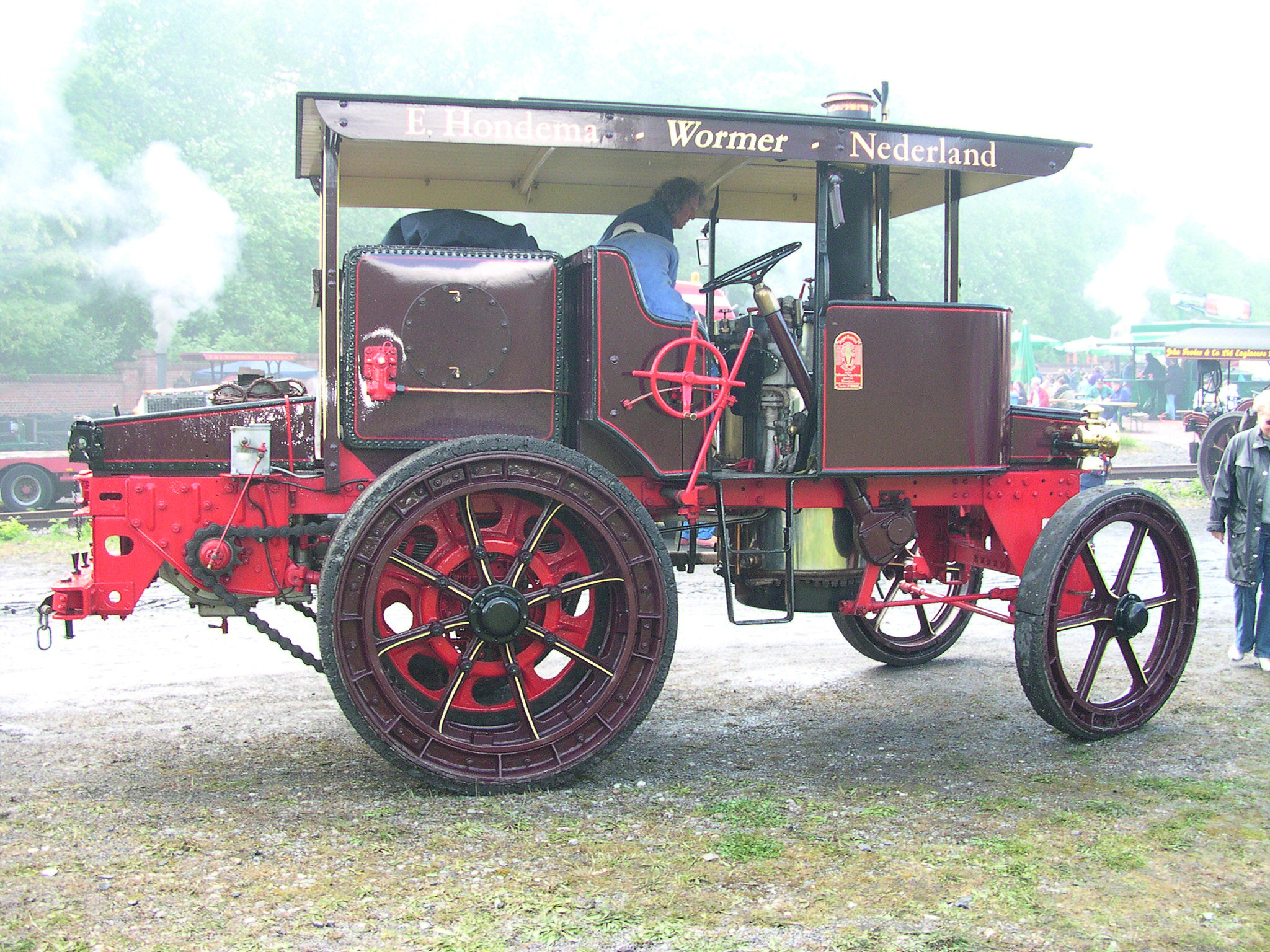
Sentinel stoomwagen uit 1924

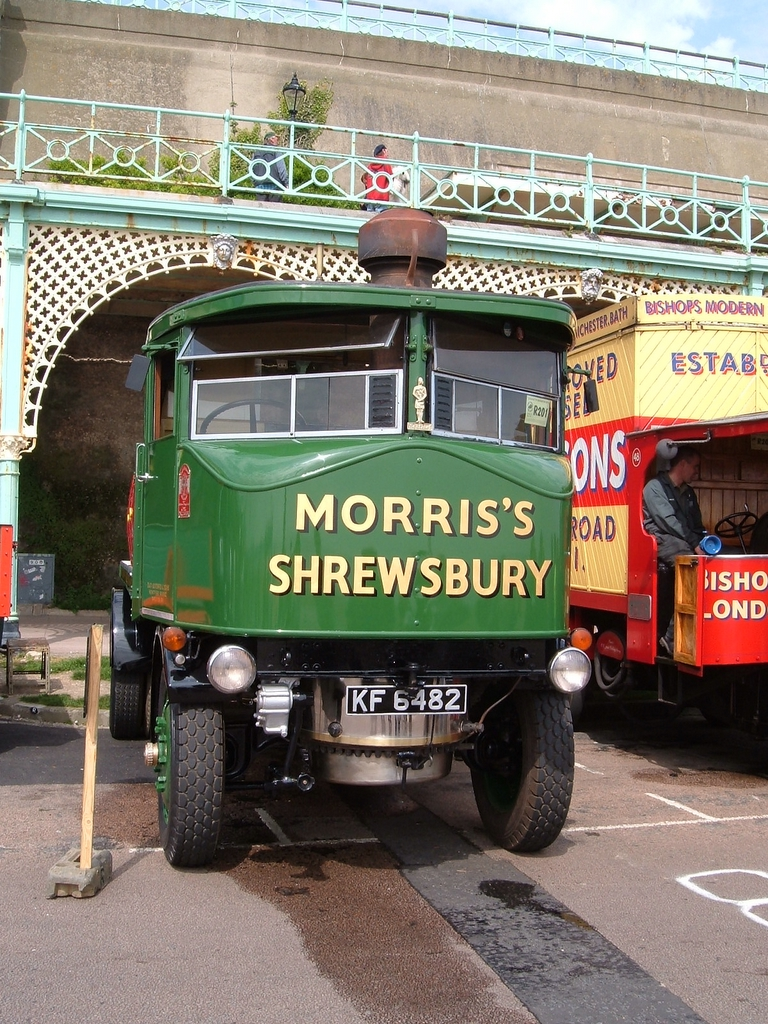
Een Sentinel truck type DG4

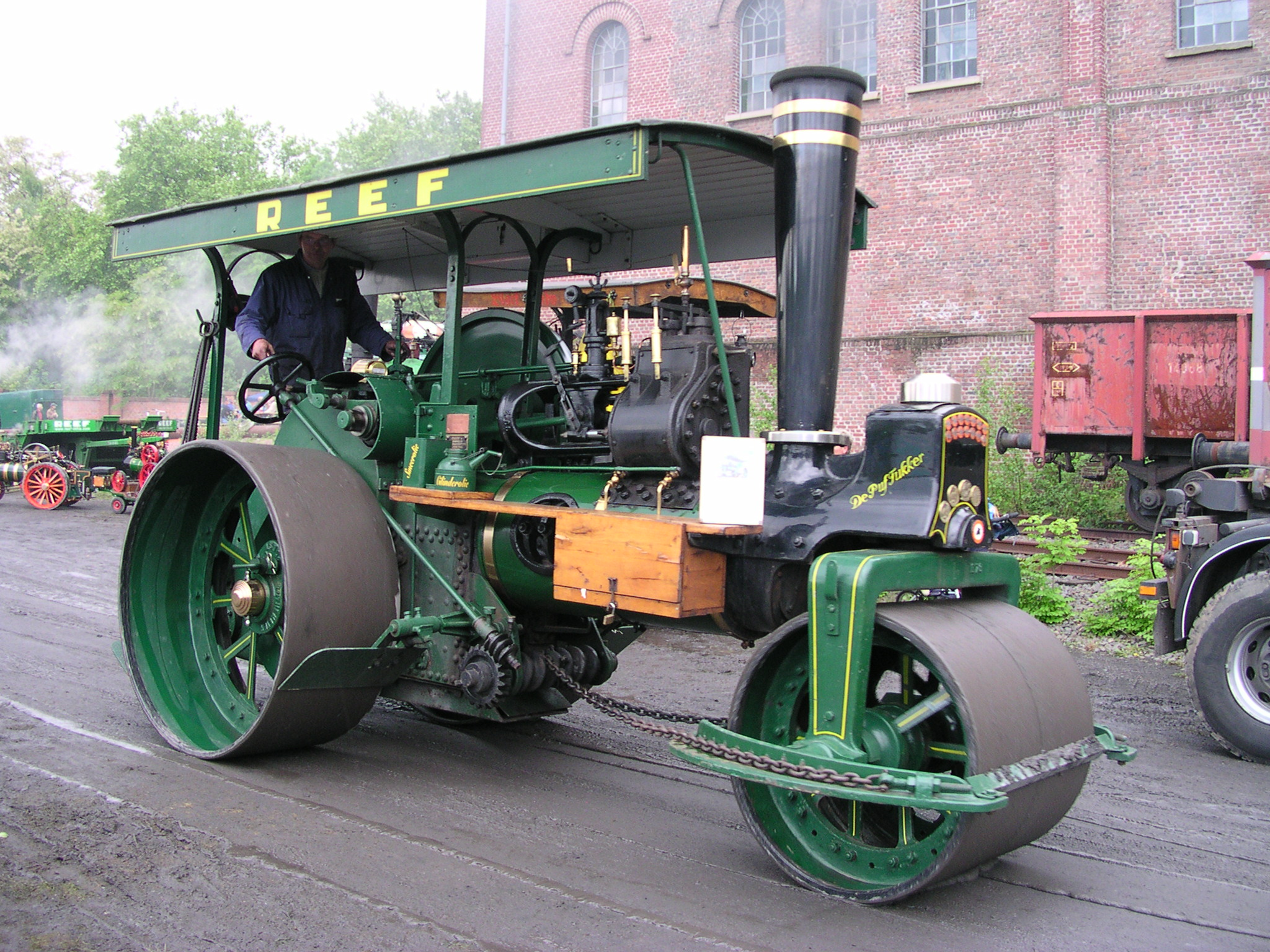
Sentinel truck uit Duits stoom musea

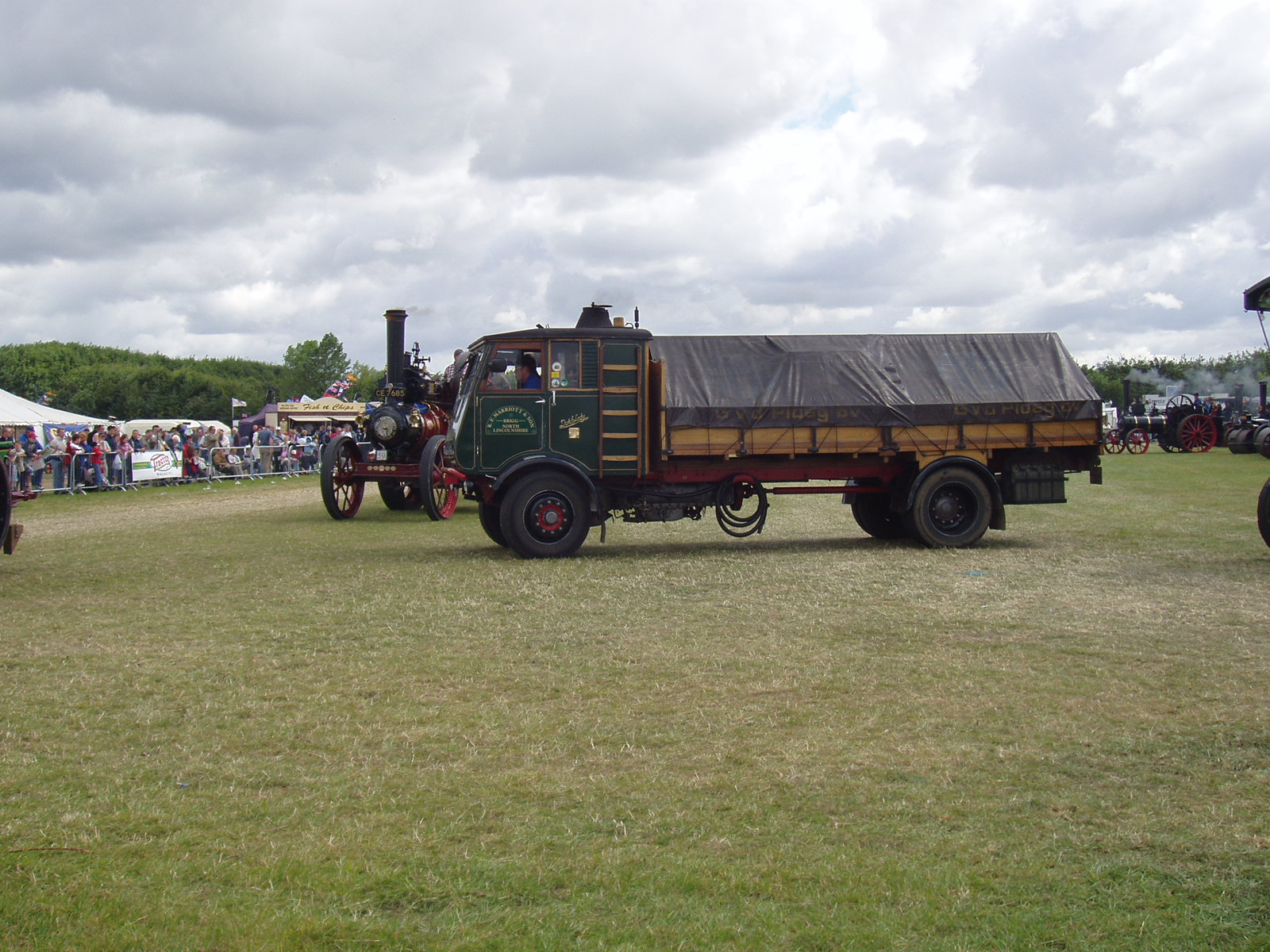

Sentinel was een vrachtwagenmerk uit Engeland.

## Oprichting
Sentinel werd opgericht in 1906 in Glasgow. Het eerste type vrachtwagen was een stoomwagen met kettingaandrijving en vijf ton laadvermogen. Deze wagen was zo'n succes dat hij zonder wijzigingen tot 1923 in productie bleef. In datzelfde jaar opende Sentinel ook een tweede fabriek in Shrewsbury.

## Modellen
Sentinel stond bekend om modellen van hoge kwaliteit en voorzien van de nieuwste technische snufjes van die tijd. Sentinel ging pas vrij laat in vergelijking met andere fabrieken, na een financiële dip in 1934, over op het gebruik van diesel- of benzinemotoren in plaats van stoommotoren.

### Super
In 1920 bracht Sentinel een revolutionaire wagen uit genaamd "Super". Dit was een vrachtwagen met krukasdifferentieel, dubbele kettingaandrijving en twee versnellingen, iets dat nog zeer uniek was in die tijd. Door de tweede versnelling kon hij goed snelheid maken op zowel heuvelachtig als vlak terrein. Deze auto had een laadvermogen van zeven ton.

### DG
Sinds 1923 kwam Sentinel met de DG-serie. Deze serie had de mogelijkheid om een aanhanger toe te voegen, en was ook in een drie- en vierasuitvoering verkrijgbaar. Dit voertuigtype stond bekend als de meest efficiënte stoomwagen uit de jaren twintig.

### S-type
Vanaf 1934 begon Sentinel gebruik te maken van dieselmotoren. In de S-type werd een viercilinderdieselmotor geplaatst die de vrachtwagen via de achteras aandreef. Dit model was leverbaar in een vier-, zes- en achtwieleruitvoering, er wordt dan ook gesproken over de S4, S6 of de S8.

### DV
De DV-serie werd vanaf 1948 op de markt gebracht. Het was een type lichte bakwagen met twee of drie assen. Het opmerkelijke was dat deze vrachtwagen drie zitplaatsen had en een benzinemotor in plaats van een diesel.

## Overname
Ondanks de goede verkoopcijfers besloot de raad van bestuur in 1956 de fabrieken te verkopen aan Rolls-Royce, dat de fabrieken uiteindelijk in 1957 sloot. Sommige Sentineldealers besloten verder te gaan. Deze gebruikten daarvoor de naam TVW Sentinel (Transport, Vehicles Warrington) en dit samenwerkingsverband verzorgde nog enkele jaren het onderhoud voor de Sentinel wagens. Er zijn echter geen nieuwe modellen meer gemaakt.

## Museum
Hoewel de meeste modellen van Sentinel in musea staan is het bekend dat in Argentinië nog dagelijks enkele honderden Sentinel Super vrachtwagens hun werk doen, dit mede doordat de levensduur van de wagens door hun duurzaamheid zeer hoog is.